# Mortal Kombat Trilogy
Mortal Kombat Trilogy là một trò chơi chiến đấu được Midway phát hành vào năm 1996 như một bản cập nhật cho Ultimate Mortal Kombat 3. Không giống như bản trước, nó không được phát hành như arcade (trừ các nguyên mẫu), nhưng thay vào đó được phát hành cho PlayStation, Nintendo 64, Sega Saturn và máy tính cá nhân. Các phiên bản khác cũng được phát hành cho Game.com và R-Zone.
Mortal Kombat Trilogy có cùng cách chơi và câu chuyện như Mortal Kombat 3, nhưng thêm các nhân vật và các giai đoạn từ ba trò chơi arcade khác, bao gồm cả Ultimate Mortal Kombat 3. Một số nhân vật hoàn toàn mới cũng đã được giới thiệu. Các bổ sung mới cho trò chơi bao gồm thanh "Aggressor", một thanh đo sẽ được đầy dần trong suốt quá trình trận đấu và tạm thời làm cho nhân vật người chơi nhanh hơn và mạnh mẽ hơn. Nó cũng có một động tác hoàn thiện mới gọi là Brutality, một loạt các cuộc tấn công kết thúc với việc làm đối thủ bùng nổ.
Trò chơi đã được đánh giá có hay và dở. Những lời chỉ trích nặng nề nhất tập trung vào phiên bản Nintendo 64, do không có tất cả các nội dung của các phiên bản khác vì không gian lưu trữ hạn chế của băng từ.

## Công bố danh sách nhân vật
Liu Kang
Kung Lao
Sub-Zero
Scorpion
Quan Chi
Raiden
Casie Cage
Jonny Cage
Sonya Blade
Jax
Kenshi
Kano
Tanya
Kotal Kan
Takeda
Mileena
D-voah